# Polymitia
Polymitia är ett släkte av fjärilar. Polymitia ingår i familjen styltmalar.
Kladogram enligt Catalogue of Life:
| Polymitia | \| \| Polymitia eximipalpella \| \| \| \| \| \| Polymitia laristana \| \| \| \| |
|           | \| \| Polymitia eximipalpella \| \| \| \| \| \| Polymitia laristana \| \| \| \| |
|           | Polymitia eximipalpella                                                         |
|           |                                                                                 |
|           | Polymitia laristana                                                             |
|           |                                                                                 |